# بیستمین سالگرد هری پاتر: بازگشت به هاگوارتز
بیستمین سالگرد هری پاتر: بازگشت به هاگوارتز (انگلیسی: Harry Potter 20th Anniversary: Return to Hogwarts) یک ویژه برنامهٔ تجدید دیدار از مجموعه‌فیلم‌های هری پاتر است که در ۱ ژانویهٔ ۲۰۲۲ از اچ‌بی‌او مکس نمایش داده شد. این برنامه برای بیستمین سالگرد انتشار هری پاتر و سنگ جادو (۲۰۰۱) ساخته شده‌است. این برنامه توسط استودیوهای تلویزیون برادران وارنر با همکاری وارنر هورایزن و به تهیهٔ کیسی پترسون ساخته شده‌است.